# Esther Guilmáin
Esther Guilmáin (Guadalajara, 25 de julho de 1945) é uma atriz mexicana.

## Biografia
É filha da grande atriz mexicana Ofelia Guilmáin, e irmã dos atores Juan Ferrara e Lucía Guilmáin. Começou atuar em 1991 na telenovela Angeles blancos, seguindo sua mãe. 
Seu último trabalho na televisão foi em 2013, na série Como dice el dicho.
Em 15 de fevereiro de 2021, faleceu sua irmã também atriz, Lucía Guilmáin, aos 83 anos, por complicações da COVID-19.

## Filmografia

### Televisão
| Ano       | Título                       | Personagem                           | Notas       |
| --------- | ---------------------------- | ------------------------------------ | ----------- |
| 2013      | Como dice el dicho           | Teresa/Petra                         | 2 episódios |
| 2012      | Miss XV                      | Quinceañora                          |             |
| 2009      | Locas de amor                |                                      |             |
| 2008–2013 | La rosa de Guadalupe         | Consuelo/Fernanda/Sandra             | 6 episódios |
| 2007      | Palabra de mujer             | Elisa                                |             |
| 2004      | Amarte es mi pecado          | Doña Micaela Campos Vda. de Moltalvo |             |
| 2002      | La otra                      | Esther                               |             |
| 1998–2006 | Mujer, casos de la vida real |                                      | 7 episódios |
| 1991      | Valeria y Maximiliano        | Bertha                               |             |
| 1990      | Angeles blancos              | Guadalupe                            |             |